# Tim Van Steenbergen
Tim Van Steenbergen (1977) is een Belgisch couturier.

## Biografie
Van Steenbergen studeerde aan de Antwerpse Modeacademie. Enkele bekende artisten, zoals Katy Perry, Kim Catrell, Jennifer Lopez, Rihanna, Dita Von Teese en George Michael, droegen kledij van zijn hand. In 1999 kreeg hij de eenmalige Van Dijckprijs. Tim van Steenbergen ontwierp het nieuwe flessenlabel van Ordal bronwater.